# Alaimus jaulasali
Alaimus jaulasali is een rondwormensoort uit de familie van de Alaimidae. De wetenschappelijke naam van de soort is voor het eerst geldig gepubliceerd in 1967 door Siddiqi & Husain.